# Шувайлово
Шува́йлово — деревня в Раменском муниципальном районе Московской области. Входит в состав сельского поселения Константиновское. Население — 5 чел. (2010).

## Название
В 1585 году упоминалась как сельцо Шевалово, в 1627 году — пустошь Шувалово, в 1852 году — деревня Шувалово, с 1862 года — Шувайлово. Названия связаны с некалендарными личными именами Шевал и Шувайло.

## География
Деревня Шувайлово расположена в западной части Раменского района, примерно в 21 км к юго-западу от города Раменское. Высота над уровнем моря 150 м. В 1 км к северо-западу от деревни протекает река Жданка. Ближайший населённый пункт — деревня Сельвачево.

## История
В 1926 году деревня являлась центром Шувайловского сельсовета Рождественской волости Бронницкого уезда Московской губернии.
С 1929 года — населённый пункт в составе Бронницкого района Коломенского округа Московской области. 3 июня 1959 года Бронницкий район был упразднён, деревня передана в Люберецкий район. С 1960 года в составе Раменского района.
До муниципальной реформы 2006 года деревня входила в состав Константиновского сельского округа Раменского района.

## Население
| 1926 | 2002 | 2010 |
| ---- | ---- | ---- |
| 115  | ↘0   | ↗5   |

В 1926 году в деревне проживало 115 человек (43 мужчины, 72 женщины), насчитывалось 26 крестьянских хозяйств. По переписи 2002 года постоянного населения в деревне не было.